# Maison de Petar Leković à Rečice
La maison de Petar Leković à Rečice (en serbe cyrillique : Кућа народног хероја Петра Лековића ; en serbe latin : Kuća narodnog heroja Petra Lekovića) se trouve à Rečice, dans la municipalité de Požega et dans le district de Zlatibor, en Serbie. Elle est inscrite sur la liste des monuments culturels protégés de la République de Serbie (identifiant no SK 195).

## Présentation
La maison est associée au souvenir du héros national Petar Leković (1893-1942).